# Répudiation
Ne doit pas être confondu avec Divorce ou Annulation de mariage.
La répudiation est l'acte par lequel l'un des époux formant un couple décide unilatéralement de rompre le mariage qui les lie.
Le divorce sans égard à la faute n'est pas la même chose que la répudiation dans les cultures traditionnelles car il s'effectue conformément à des procédures judiciaires une fois qu'un certain nombre de mois se sont écoulés.

## Islam
Dans le droit musulman, les règles pour le talâq (arabe : طلاق, traduit en français par « répudiation » ) comprennent toutes les formes de rupture volontaire du mariage . Ces règles varient parmi les différentes madhhab (écoles juridiques). Les chiites et sunnites n'appliquent en effet pas les mêmes règles. Cependant la démarche est la même, c'est le mari qui a la charge de prononcer les formules. 

## Droit romain
La répudiation en droit romain est légale pour l'homme dans le cadre d’un mariage in manu, et de surcroît l'est également pour la femme dans un mariage sin manu.

## Droit français
La répudiation, procédure admise notamment en droit musulman et prenant différentes formes selon les systèmes de droit positif d'États influencés par le droit musulman, n'est pas reconnue en France, car une telle décision est contraire au principe d'égalité des époux lors de la dissolution du mariage (Convention européenne des droits de l'homme, art. 5, protocole additionnel du 22/11/1984 no VII).  
De façon générale, la répudiation est une rupture unilatérale du mariage par l'époux, sans passer devant un juge. En ce sens, une répudiation produite à l'étranger n'a donc aucun effet en France. Néanmoins, le droit français peut reconnaître des formes de rupture du mariage distinctes du divorce français, à condition qu'elles laissent une part à une négociation bilatérale entre les époux et qu'elle s'effectue devant un juge. Il ne s'agit donc pas de répudiation. 